# Edwin Mulandu
Edwin Mwansa Mulandu (ur. 15 lipca 1969 w Mufulirze) – zambijski duchowny katolicki, biskup Mpika od 2021.

## Życiorys

### Prezbiterat
Święcenia kapłańskie przyjął 4 sierpnia 2001 i został inkardynowany do diecezji Ndola. Pracował głównie jako duszpasterz parafialny, był także m.in. ekonomem diecezjalnym oraz wykładowcą i ekonomem Katolickiego Uniwersytetu Zambii. W 2015 został mianowany krajowym dyrektorem Papieskich Dzieł Misyjnych.

### Episkopat
24 kwietnia 2021 papież Franciszek mianował go biskupem diecezji Mpika. Sakry udzielił mu 3 lipca 2021 nuncjusz apostolski w Zambii - arcybiskup Gianfranco Gallone.